# Bob Saget
Robert Lane (Bob) Saget (Philadelphia (Pennsylvania), 17 mei 1956 – Orlando (Florida), 9 januari 2022) was een Amerikaans acteur en stand-upcomedian.

## Levensloop

### Carrière
Saget werd vooral bekend door zijn rol van Danny Tanner in de sitcom Full House, later in Fuller House en als presentator van America's Funniest Home Videos. In de populaire Amerikaanse serie How I Met Your Mother was hij de voice-over van Ted Mosby. Verder had hij nog een rolletje in New York Minute, een film waarin Mary-Kate en Ashley Olsen de hoofdrol spelen; hij heeft met hen ook in Full House gespeeld. Saget was ook te zien in de HBO-serie Entourage, waar hij een versie van zichzelf speelt. Verder was hij (stem)acteur in diverse speelfilms.
In zijn stand-upcomedyshows gebruikte Saget vaak grove taal en sneed hij gewaagde onderwerpen aan.

### Privéleven
Saget was tweemaal getrouwd en kreeg uit zijn eerste huwelijk drie dochters. Op 9 januari 2022 overleed Saget op 65-jarige leeftijd in zijn slaap aan een hersenbloeding die werd veroorzaakt door het stoten van zijn achterhoofd in zijn hotelkamer.

## Publicatie
- 2014 - Dirty daddy : the chronicles of a family man turned filthy comedian. It Books, New York (2014). ISBN 978-0-06-227478-6.